# شاكر الحنبلي
شاكر الحَنبلي (1876-1958) سياسي وحقوقي سوري من دمشق، تقلّد عدة مناصب وزارية منها المعارف والزراعة والعدل وشارك في وضع دستور سورية عام 1950.

## البداية
ولِد شاكر الحَنبلي في دمشق ودَرس الحقوق في المعهد الملكي في إسطنبول، الذي تخرج منه سنة 1898. كان والده راغب الحنبلي قاضياً في الدولة العثمانية، عَمل في مدينة السلمية شرق مدينة حماة. التحق ابنه بالعمل الحكومي ووصَل إلى منصب مُتصرف على مدينتي عكا وحماة، وفي عام 1912 عاد إلى إسطنبول للعمل في الصحافة، حيث أسس مع صديقه الشيخ عبد الحميد الزهراوي صحيفة ناطقة باللغة العربية اسمها جريدة الحضارة. وفي عام 1914، عُين مديراً لقسم الدِراسات العِلمية في نظارة الأوقاف الإسلامية في اسطنبول، وبقي بهذا المنصب حتى تشرين الأول 1916.

## في مجلس الحكم الانتقالي
يوم سقوط الدولة العثمانية في سورية نهاية أيلول عام 1918، تنادى عدد من الأعيان لإنقاذ مدينة دمشق من الفوضى العارمة التي كانت تُهددها، وأسسوا مجلس حكم انتقالي برئاسة الأمير محمد سعيد الجزائري، كان الحَنبلي من أعضائه ومعه فارس الخوري وعطا الأيوبي وجميل الإلشي. شارك شاكر الحنبلي بإعلان استقلال سورية وبرفع علم الثورة العربية الكبرى فوق دار البلدية وسط ساحة المرجة، ولكن هذا المجلس لم يستمر إلا أياماً معدودة فقط، حيث قام الضابط البريطاني توماس لورنس بحلّه يوم دخول الأمير فيصل بن الحسين دمشق في 3 تشرين الأول 1918، ممثلاً أباه الشريف حسين بن علي، قائد الثورة العربية الكبرى. خلال سنوات العهد الفيصلي، عَمل شاكر الحنبلي مُدرساً في معهد الحقوق بدمشق وكان محرراً في جريدة العاصمة الرسمية التي كانت تصدرها الحكومة السورية. وفي عام 1919، عُين مديراً عاماً للمراسلات في سوريا ثمّ رئيساً لهيئة التفتيش وأميناً عاماً لمجلس الوزراء في حكومة الفريق علي رضا الركابي.

## وزيراً في عهد الانتداب الفرنسي 1926-1932
بعد سقوط الدولة الفيصلية في صيف عام 1920، فَتح شاكر الحَنبلي مكتباً خاصاً للمحاماة وانتُخب نائباً مستقلاً عن دمشق في البرلمان المحلي عام 1923. رَفض الانضمام لأي حزب من الأحزاب السّياسية، وفي 12 حزيران 1926 عُين وزيراً للزراعة في حكومة الوحدة الوطنية التي شكلها الداماد أحمد نامي بك، رئيس الدولة السورية. في نهاية ذلك العام، كُلف بحقيبة المعارف حتى 8 شباط 1928. خدم الحنبلي في جميع الحكومات التي تعاقبت على سورية خلال الثورة السورية الكبرى وكان في ضمن وفد الأعيان الذي توجه إلى بيروت في تشرين الأول 1925 لمفاوضة المندوب السامي موريس بول ساراي على وقف العدوان الفرنسي على مدينة دمشق. وفي 14 آب 1930، اختاره الشيخ تاج الدين الحسني ليكون وزيراً للعدل في حكومته حتى حزيران 1932.  

## نشاطه في عهد الاستقلال بعد عام 1946
بعد جلاء القوات الفرنسية عن دمشق في 17 نيسان 1946، اعتزل شاكر الحَنبلي العمل السّياسي وتفرغ للتأليف والترجمة والنشر، إضافة لعمله في الجامعة السورية. ولكن وفي صيف عام 1949 عاد إلى عالم السياسة وانتخب مُشرعاً عن دمشق في المجلس التأسيسي الملّكف بوضع دستور جديد للبلاد، بعد نهاية حكم حسني الزعيم العسكري. وفي نفس العام شارك في تأسيس محفل سورية ولبنان الماسوني في دمشق، مع القاضي يوسف الحكيم  والوزير الأسبق توفيق شامية.

## الوفاة
توفي شاكر الحَنبلي في دمشق عن عمر ناهز 82 عاماً سنة 1958.

## المؤلفات
وضع شاكر الحَنبلي عدداً من المؤلفات في حياته، أبرزها «قانون الجزاء الجديد» عام 1909 وكتاب «موجز أحكام الأراضي والأموال،» الصادر في دمشق عام 1928. وفي عام 1936 نِشر كتاب «أصول الإدارة الإسلامية.» أخر مؤلفاته كان «أصول الفقه الإسلامي» الصادر في دمشق عام 1948.   